# ダライ・ラマ10世
ダライ・ラマ10世ツルティム・ギャツォ（チベット文字：ཚུལ་ཁྲིམས་རྒྱ་མཚོ་、1816年3月29日 - 1837年9月30日）は、チベット仏教ゲルク派の有力な転生系譜で観音菩薩の化身とされるダライ・ラマの10代目として認定された人物である。名はツゥルティムギャムツォ、ツルティム・ギャムツォ、ツルティム・ギャンツォとも表記される。1826年から1837年まで、ガンデンポタンを行政府とするダライラマ政権の首長の座にあった。22歳に達する前に亡くなった4人のダライ・ラマ（9世〜12世）のうちの1人である。

## 出生
ダライ・ラマ10世は、1816年3月29日、チベット東部カム地方のリタン（現在の中華人民共和国四川省理塘県）に、ロサン・デクパとナムギャル・ブーティの子として生まれた。

## 即位
1822年、ダライ・ラマ9世ルントク・ギャツォ（1815年に満9歳で夭逝した）の転生者として認められ、満6歳にしてラサのポタラ宮でダライ・ラマとして即位した。なお、先々代（ダライ・ラマ8世の代）に起こったグルカ戦争を機に、清は化身ラマの選定方法に介入し、金瓶掣籤の制度が導入されたが、10世の即位に際してはこの制度が利用された。
少年ダライ・ラマは、即位とともにパンチェン・ラマ7世テンペー・ニマより沙弥戒を受け、正式に「ガワン・ロサン・ジャムペル・ツルティム・ギャムツォ」の法名を得た（「ギャムツォ རྒྱ་མཚོ་」とはチベット語で「海」をあらわす語で、モンゴル語の「ダライ Далай」にあたる）。
1826年、満10歳になったツルティム・ギャツォはデプン寺に入門し、さまざまな仏教哲学の書を学び、顕教と密教を修めた。1831年、ツルティム・ギャムツォはポタラ宮の改修を行っている。

## 短い治世
1835年、パンチェン・ラマ7世の下で、具足戒を授かった。
1837年、満21歳で遷化した。これについて、公式には体調すぐれず死去したとされているが、波多野養作『新疆視察復命書』（1907年）によれば、ダライ・ラマは18歳頃になると南方の霊地へ赴いて業を修める（これを「朝南」と称する）が、いままで宮殿の中にあって人々に接することのなかったダライ・ラマがこのとき初めてチベットの民衆に接することで思想的に啓発されるところ多く、業を了して宮殿に帰ると、それまで自己の無為に乗じて下僧たちからなされた欺瞞暴悪を悟り、往々にして大改革を計るに至るという。波多野は、覚醒したダライ・ラマを不都合と考える下僧たちが共謀してダライ・ラマを殺害したであろうことはほぼ疑いないとしている。
ダライ・ラマ8世遷化以降、転生者捜索はチベット貴族の勢力争いの場となり、人選が恣意性を帯びるようになったといわれる。上述のように9世から12世までの4人ダライ・ラマはいずれも早世しており、木村肥佐生は、その著書『チベット潜行10年』（1958年版）の中で、成人前後に急逝した10世・11世・12世のダライ・ラマの死は毒殺によるものと推定している。